# Parkia balslevii
Parkia balslevii là một loài thực vật có hoa thuộc họ đậu, Fabaceae, là loài đặc hữu của Ecuador. Môi trường sống tự nhiên của chúng là rừng ẩm vùng đất thấp nhiệt đới hoặc cận nhiệt đới và vùng núi ẩm nhiệt đới hoặc cận nhiệt đới.